# 馬達加斯加傳統宗教
馬達加斯加傳統宗教是馬達加斯加52-59%的人口信奉的原始宗教，為萬物有靈論，其植根於口述歷史，尤其是《伊波尼亞》等史詩，高達80%的薩卡拉瓦人信奉馬達加斯加傳統宗教。
馬達加斯加的神話講述了一個被稱為 Zanahary 的造物主神，以及 Zanahary 和他的兒子 Andrianerinerina 之間劃分天地的故事，Andrianerinerina 是一個叛逆的英雄，因其為主神之子，而得到崇拜。以及用粘土製作人體的大地神靈 Ratovantany；在這些神話中，Zanahary 賦予了人類生命，人的靈魂在天空或太陽上回歸主神，而人的身體則回歸地神。Andriamanitra 一詞則被用來指代可敬的祖先。馬達加斯加文化通常是多神論的，並且崇拜跨越神和可敬祖先之間界限的各種實體。
祖先在馬達加斯加傳統信仰中通常被視為生者生活中的一種仁慈力量，但一些馬達加斯加人認為，如果祖先的靈魂被忽視或濫用，它們可能會變成 Angatra，出沒在他們自己的墳墓裡，給那些冒犯他們的人帶來疾病和不幸，一種特殊類型的 Angatra 是 Kinoly，是看起來像人但有紅色眼睛和長指甲並為活人開腸的生物。因此馬達加斯加人舉行諸如翻屍節之類的儀式，每5到10年用新鮮的手工布 Lamba 重新包裹死者的屍體，由於傳統上將 Lamba 與神秘而神聖的生命力量 Hasina 聯繫起來，一些人認為可以防止死人變成 Kinoly。